# اورگان (هنرمند)
اِوِرگان (انگلیسی: Evergon؛ زادهٔ ۱ ژانویه ۱۹۴۶) عکاس اهل کشور کانادا است. وی متولد انتاریو است. این هنرمند در اوایل دههٔ هفتاد میلادی در مؤسسه فناوری روچستر تحصیل کرد. موضوع اکثر آثار وی جنسیت، تمایلات جنسی و بدن انسان است.
این هنرمند اخیراً در شهرمونترآل زندگی می‌کند و در دانشگاه کنکوردیا تدریس می‌کند.